# Jaden
Jaden  è un nome proprio di persona inglese maschile e femminile.

## Varianti
- Jaiden[1][2], Jayden[1][2], Jadyn[1], Jaeden[2], Jaydon[1][2], Jaedon[2]

## Origine e diffusione
Anche se viene talvolta considerato una variante del nome biblico Jadon, si tratta di un nome recente, inventato di sana pianta sul modello di nomi quali Braden, Hayden e Aiden, con la metà iniziale in parte riconducibile al nome Jay (similmente al nome Jalen). 
È documentato negli Stati Uniti a partire dalla metà del Novecento, e raggiunge una buona diffusione verso gli anni novanta, quando anche gli altri nomi dal suono simile godevano di ampia popolarità. Dal 2003 è più diffuso nella forma Jayden.

## Onomastico
Il nome è adespota, ovvero non ha santo patrono, quindi l'onomastico si può festeggiare il 1º novembre, giorno di Ognissanti.

## Persone

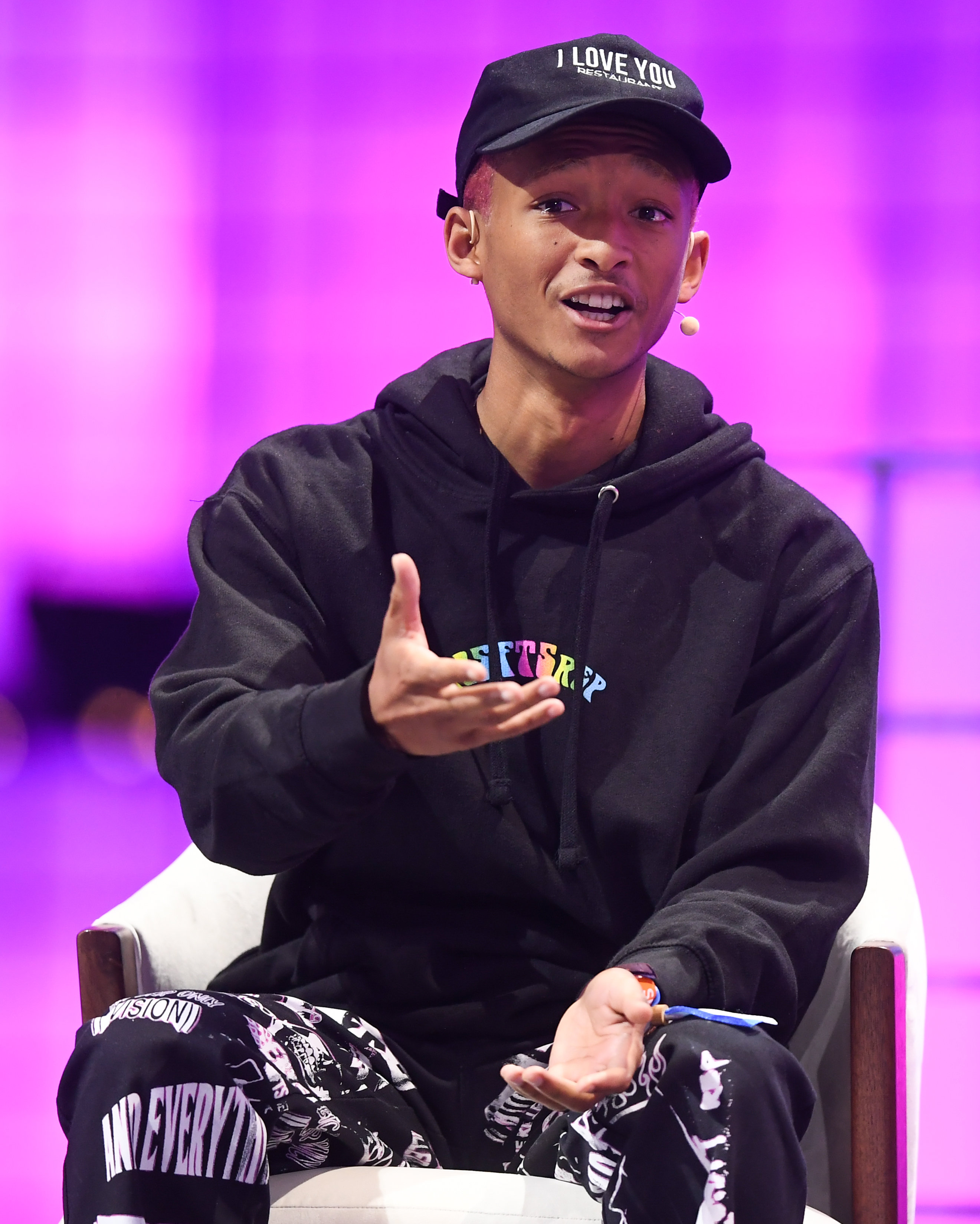
Jaden Smith

### Maschile
- Jaden Eikermann, tuffatore tedesco
- Jaden Ivey, cestista statunitense
- Jaden McDaniels, cestista statunitense
- Jaden Philogene, calciatore inglese
- Jaden Smith, attore, rapper, ballerino, modello e stilista statunitense

### Varianti maschili
- Jayden Braaf, calciatore olandese

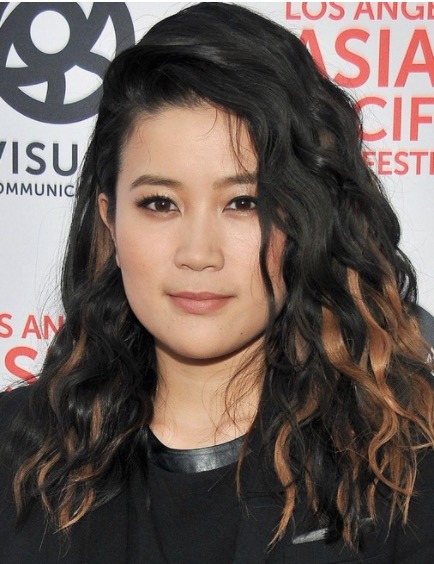
Jadyn Wong

- Jayden Daniels, giocatore di football americano statunitense
- Jaydon Grant, giocatore di football americano statunitense
- Jaeden Martell, attore statunitense
- Jayden Reed, giocatore di football americano statunitense

### Varianti femminili
- Jayden Bartels, attrice, cantante e youtuber statunitense
- Jayden Jaymes, ex attrice pornografica statunitense
- Jadyn Wong, attrice canadese

## Il nome nelle arti
- Jaden Korr è un personaggio dell'universo di Guerre stellari.
- Jayden Shiba è un personaggio della serie televisiva Power Rangers Samurai.
- Jaden Yuki è il protagonista della serie anime e manga] Yu-Gi-Oh! GX.